# Polenz (Neustadt in Sachsen)
Polenz je vesnice, místní část města Neustadt in Sachsen v německé spolkové zemi Sasko. Nachází se v zemském okrese Saské Švýcarsko-Východní Krušné hory a má přibližně 1 300 obyvatel.

## Historie
Polenz byl založen jako lesní lánová ves patrně v průběhu 13. století. V písemných pramenech je poprvé zmíněn roku 1262 jako Poliza. Název pochází od řeky Polenz. Do té doby samostatná obec byla roku 1994 připojena k městu Neustadt in Sachsen.

## Geografie
Polenz leží na severním okraji Děčínské vrchoviny na hranici Saského Švýcarska východně od Neustadtu in Sachsen. Páteřním tokem vsi je řeka Polenz. Střední části vsi dominuje vrch Karrenberg (391 m). Severně od zástavby prochází železniční trať Neustadt in Sachsen – Dürrröhrsdorf. Nejbližší železniční zastávkou je Langenwolmsdorf.

## Pamětihodnosti
- podstávkové domy
- areál bývalého rytířského statku (zámecká budova stržena v 50. letech 20. století)